# Egypten i olympiska sommarspelen 1996
Egypten deltog i de olympiska sommarspelen 1996 med en trupp bestående av 29 deltagare, men ingen av landets deltagare erövrade någon medalj.

## Boxning
| Idrottare              | Gren          | Sextondelsfinal        | Åttondelsfinal       | Kvartsfinal          | Semifinal            | Final                |
| Idrottare              | Gren          | Motståndare Resultat   | Motståndare Resultat | Motståndare Resultat | Motståndare Resultat | Motståndare Resultat |
| ---------------------- | ------------- | ---------------------- | -------------------- | -------------------- | -------------------- | -------------------- |
| Salim Kbary            | Mellanvikt    | Hernández (CUB) L 11-2 | Gick inte vidare     | Gick inte vidare     | Gick inte vidare     | Gick inte vidare     |
| Mahmoud Khalifa        | Lätt tungvikt | Rojas (CUB) L 20-9     | Gick inte vidare     | Gick inte vidare     | Gick inte vidare     | Gick inte vidare     |
| Moustafa Amrou Mahmoud | Tungvikt      | Kshinin (RUS) L 17-4   | Gick inte vidare     | Gick inte vidare     | Gick inte vidare     | Gick inte vidare     |
| Said Ahmed Ahmed       | Supertungvikt | bye                    | Monse (GER) L 12-9   | Gick inte vidare     | Gick inte vidare     | Gick inte vidare     |

## Brottning
Grekisk-romersk stil
| Brottare                | Gren                           | Omgång 1             | Omgång 2             | Kvartsfinal          | Semifinal            | Final                | Återkval Omgång 1    | Återkval Omgång 2    | Återkval Omgång 3    | Återkval Omgång 4    | Återkval Omgång 5    | Brons- match         |
| Brottare                | Gren                           | Motståndare Resultat | Motståndare Resultat | Motståndare Resultat | Motståndare Resultat | Motståndare Resultat | Motståndare Resultat | Motståndare Resultat | Motståndare Resultat | Motståndare Resultat | Motståndare Resultat | Motståndare Resultat |
| ----------------------- | ------------------------------ | -------------------- | -------------------- | -------------------- | -------------------- | -------------------- | -------------------- | -------------------- | -------------------- | -------------------- | -------------------- | -------------------- |
| Moustafa Ramada Hussain | Lätt tungvikt, grekisk-romersk | Bullmann (GER) L 3-0 | Gick inte vidare     | Gick inte vidare     | Gick inte vidare     | Gick inte vidare     | Essafoui (MAR) W 4-0 | Švec (CZE) L 8-4     | Gick inte vidare     | Gick inte vidare     | Gick inte vidare     | Gick inte vidare     |

## Handboll
Herrar
Gruppspel
| Lag       | Pld | W | D | L | GF  | GA  | GD  | Poäng |
| --------- | --- | - | - | - | --- | --- | --- | ----- |
| Frankrike | 5   | 4 | 0 | 1 | 145 | 114 | +31 | 8     |
| Spanien   | 5   | 4 | 0 | 1 | 114 | 97  | +17 | 8     |
| Egypten   | 5   | 3 | 0 | 2 | 113 | 103 | +10 | 6     |
| Tyskland  | 5   | 3 | 0 | 2 | 121 | 112 | +9  | 6     |
| Algeriet  | 5   | 0 | 1 | 4 | 95  | 117 | −22 | 1     |
| Brasilien | 5   | 0 | 1 | 4 | 100 | 145 | −45 | 1     |

| Results   | Frankrike | Spanien | Egypten | Tyskland | Algeriet | Brasilien |
| --------- | --------- | ------- | ------- | -------- | -------- | --------- |
| Frankrike |           | 27–25   | 25–20   | 23–24    | 33–22    | 37–23     |
| Spanien   | 25–27     |         | 20–19   | 22–20    | 20–14    | 27–17     |
| Egypten   | 20–25     | 19–20   |         | 24–22    | 19–16    | 31–20     |
| Tyskland  | 24–23     | 20–22   | 22–24   |          | 25–23    | 30–20     |
| Algeriet  | 22–33     | 14–20   | 16–19   | 23–25    |          | 20–20     |
| Brasilien | 23–37     | 17–27   | 20–31   | 20–30    | 20–20    |           |

## Judo
Herrar
| Idrottare          | Gren                    | Resultat |
| ------------------ | ----------------------- | -------- |
| Bassel El-Gharbawy | Halv tungvikt (-100 kg) | 21       |

Damer
| Idrottare  | Gren              | Resultat |
| ---------- | ----------------- | -------- |
| Heba Hefny | Tungvikt (+78 kg) | 9        |

## Rodd
Herrar
| Idrottare     | Gren        | Heat          | Heat      | Återkval | Återkval  | Semifinal | Semifinal | Final | Final     | Final |
| Idrottare     | Gren        | Tid           | Placering | Tid      | Placering | Tid       | Placering | Tid   | Placering |       |
| ------------- | ----------- | ------------- | --------- | -------- | --------- | --------- | --------- | ----- | --------- | ----- |
| Singelsculler | Ali Ibrahim | Single sculls | 7:41,17   | 3        | 7:45,64   | 2 Q       | 7:22,43   | 4     | 6:52,11   | 8     |